# Polybern
Polybern ist ein in der DDR künstlich hergestellter, bernsteinähnlicher Schmuckstein, der aus gelbem Polyester und  Bernsteinstückchen oder -pulver besteht. Die Bezeichnung ist ein Kofferwort aus den Bezeichnungen Polyesterharz und Bernstein. Produziert wurde Polybern vom VEB Ostseeschmuck vor allem in den 1970er Jahren, als die damalige Sowjetunion ihre Bernsteinlieferungen massiv einschränkte. Zeitweilig wurde Polybern auch unter der Handelsbezeichnung Bernit vertrieben. 
Polybern weist eine höhere spezifische Dichte als echter Bernstein auf (überwiegend zwischen 1,21 und 1,27, bei höherem Bernsteinanteil aber auch deutlich weniger). Der Brechungsindex von 1,53 ist identisch mit dem von Naturbernstein. Ritzt man mit einer Stahlnadel die Oberfläche von Polybern, so entsteht eine glatte Ritzfurche; die Späne sind leicht abnehmbar. Bei Naturbernstein entstehen Splitter und eine entsprechend ausgesplitterte Ritzfurche.